# Telmo Strohaecker
Telmo Roberto Strohaecker (Estrela, 21 de fevereiro de 1955 — João Pessoa, 5 de outubro de 2016) foi um engenheiro metalúrgico e professor universitário brasileiro.

## Vida pessoal
Filho de João Max Strohaecker e de Helena Strohaecker, passou seus primeiros anos em sua cidade natal. Irmão  de Elaine, Loiva e José Arnoldo. Estudou na Escola Estadual Vidal de Negreiros (Estrela) onde realizou parte do ensino fundamental (antigo primário), no Colégio Martin Luther (Estrela) fez as séries finais do ensino fundamental (antigo ginásio). O ensino médio foi realizado no Colégio Marista Cristo Rei (Estrela) e após, no Colégio Castelo Branco (Lajeado). Após a conclusão do ensino médio, mudou-se em 1972 para Porto Alegre a fim de cursar engenharia na Universidade Federal do Rio Grande do Sul (UFRGS), vindo a formar-se em 1977 em Engenharia Metalúrgica. Prosseguiu seus estudos na própria UFRGS, onde concluiu o mestrado em 1980.
Em 19 de dezembro de 1980, casou-se com Tânia Martins Marques, com quem viria a ter três filhos: Roberto, Adriana e Luciana e a neta, Laura Bravo Strohaecker.
Em 17 de setembro de 2016 sofreu um acidente vascular cerebral quando visitava sua filha Adriana em João Pessoa. Teve morte cerebral declarada em 5 de outubro de 2016, e após a doação de órgãos seu corpo foi transladado para Porto Alegre.

## Carreira acadêmica
Em 1980 ingressou como professor na Universidade Federal do Rio Grande e passou a residir em Pelotas. Licenciou-se em 1984 para realizar doutorado na Universidade Federal do Rio de Janeiro, o qual concluiu em 1989. Retornou à Universidade Federal do Rio Grande por um breve período, e em 1990 ingressou na UFRGS, através de concurso público, como professor.
Ainda em 1990, assumiu a coordenação do Laboratório de Metalurgia Física (LAMEF). Mais tarde, veio a ser coordenador do Programa de Pós-Graduação em Engenharia de Minas, Metalúrgica e Materiais da Universidade Federal do Rio Grande do Sul (PPGE3M) e chefe do Departamento de Metalurgia da Escola de Engenharia.
Ao longo de sua vida, Telmo Strohaecker atuou na formação de aproximadamente 40 doutores e de mais de 90 mestres, muitos dos quais hoje atuam em diferentes empresas de ponta, Universidades e Institutos Federais, no Brasil e no exterior.